# Pijalnia Wód Mineralnych w Wysowej-Zdroju

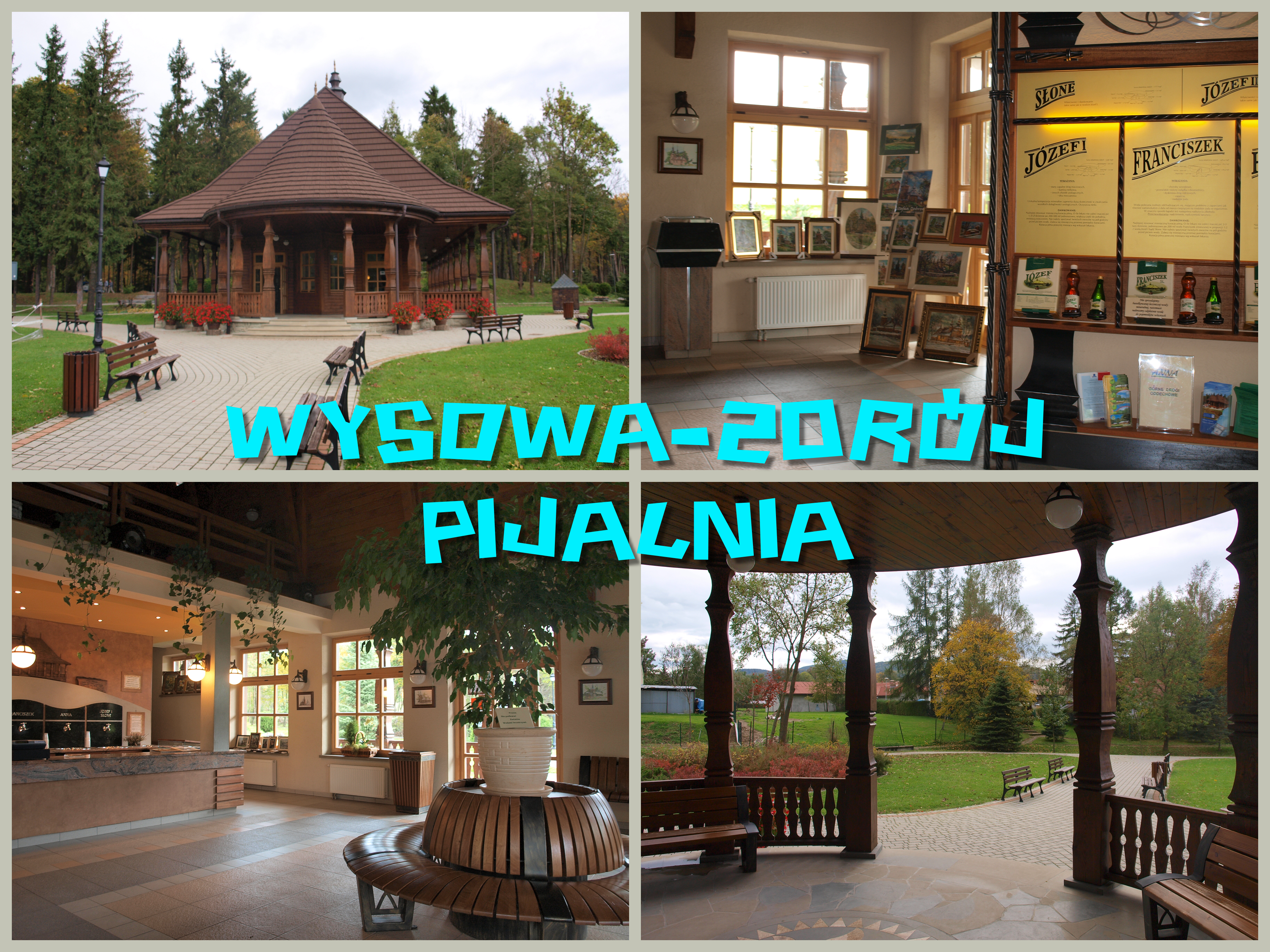

Pijalnia Wód Mineralnych w Wysowej-Zdroju – pijalnia oddana do użytku w 2006 roku. Jest ona rekonstrukcją, w oparciu o materiały archiwalne, spalonej drewnianej pijalni. Stanowi uzupełnienie infrastruktury parku uzdrowiskowego zlokalizowanego w centrum Wysowej-Zdroju. W pobliżu znajdują się: rozlewnia wód mineralnych oraz źródła wód mineralnych. W pijalni wykorzystywane są wody mineralne ze źródeł: Anna, Franciszek, Henryk, Józef II oraz Słone.